# 上海眼镜博物馆
上海眼镜博物馆（英語：Shanghai Glasses Museum）位于上海市靜安区宝昌路533号，由当地街道所举办，是一家专门介绍眼镜知识、展示眼镜藏品的博物馆。

## 场馆介绍
上海眼镜博物馆2006年6月6日起对外开放，共有三层，展区面积1500平方米。博物馆拥有眼睛的世界、眼镜光学等展厅，用以介绍眼镜相关的理论知识。另外还有对眼镜的历史、产业、设计与文化、眼镜的材料与检测等作了介绍。 展品中有古老的明代万历年间眼镜，还有西洋镜、吴良才的八边形眼镜等。

## 参观信息
- 开放时间：周二、周三、周五、周六9:00－11:00，14:00－16:00。
- 公共交通：轨道交通8号线，公交140、823、963路。